# 梁丽娜
梁丽娜（1985年—），广西陆川人，汉族，中华人民共和国政治人物、第十二届全国人民代表大会广西地区代表。
毕业于广西师范大学理论物理专业。加入中国共产党。2013年，担任全国人大代表。